# Jamsilsaenae (metropolitana di Seul)
Jamsilsaenae (잠실새내 - 蠶室새내, Jamsilsaenae-yeok ) è una stazione della metropolitana di Seul servita dalla linea 2 della metropolitana di Seul. La stazione si trova nel quartiere di Songpa-gu, nel centro di Seul.

## Linee
Seoul Metro
● Linea 2 (Codice: 217)

## Struttura
La stazione sotterranea possiede due binari passanti con due banchine laterali dotate di porte di banchina a protezione dei treni. La stazione dispone di 8 uscite in superficie.
| Circ. interna | ● Linea 2 | per Sports Complex, Seolleung e Gangnam                     |
| Circ. esterna | ● Linea 2 | per Jamsil, Geondae-ipku, Seongsu, Wangsimni e Euljiro 3-ga |

## Stazioni adiacenti
| «       | Servizio | »              |
| Linea 2 | Linea 2  | Linea 2        |
| ------- | -------- | -------------- |
| Jamsil  | -        | Sports Complex |